# Nick Cravat

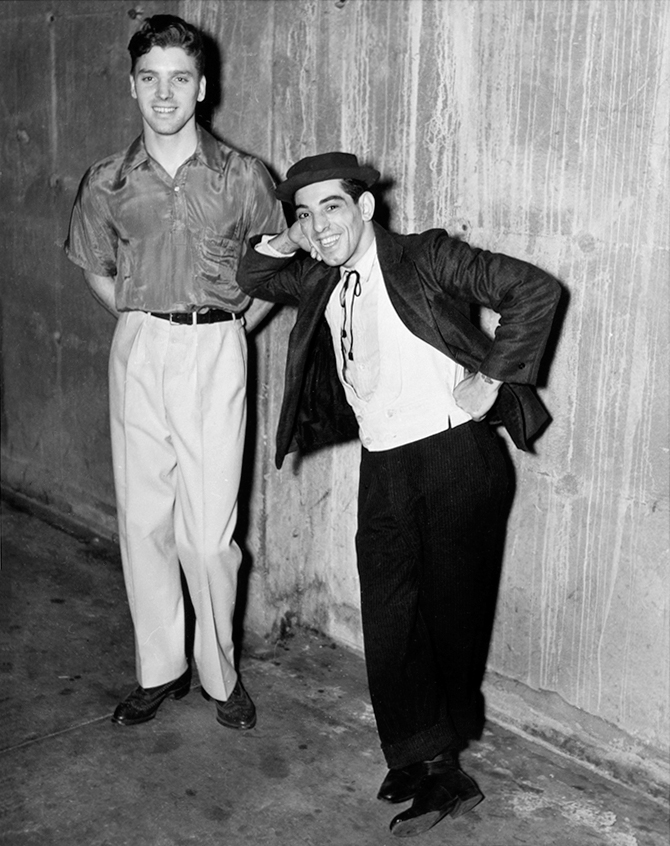
Nick Cravat (rechts) mit Burt Lancaster

Nick Cravat eigentlich Nicholas Cuccia (* 11. Januar 1912 in New York City; † 29. Januar 1994 in Woodland Hills, Kalifornien) war ein US-amerikanischer Filmschauspieler, Stuntman und Akrobat italienischer Herkunft. Seine Eltern und Großeltern beiderseits stammen allesamt aus Sizilien.

## Leben und Werk
Nick Cravat lernte im Alter von etwa 9 Jahren auf einer Sommerfreizeit den ein Jahr jüngeren Burt Lancaster kennen, mit dem er zeitlebens eng befreundet blieb. Beide bildeten sich zu professionellen Akrobaten aus und waren ab 1932 unter dem Namen „Lang & Cravat“ als Trapezkünstler und Hochseilartisten in Zirkus-Shows aktiv. 1941 musste Lancaster seine Arbeit als Artist verletzungsbedingt aufgeben.
Nachdem Lancaster in den späten 1940er Jahren zu einem Hollywood-Star aufgestiegen war, sorgte er dafür, dass sein Jugendfreund Cravat regelmäßig als Nebendarsteller in seinen Filmen verpflichtet wurde. Da Cravat einen starken Brooklyn-Akzent sprach und keine besonderen schauspielerischen Fähigkeiten hatte, war er entweder in sehr kleinen Rollen zu sehen oder trat als stummer Partner von Lancaster in Erscheinung.
Der Künstlername „Cravat“ stammt aus einer Charakterrolle in einem Stück, das er gesehen hatte und sehr mochte. Er nahm den Namen an, weil er meinte, die Amerikaner könnten seinen richtigen Namen „Cuccia“ (Kutscha) nicht richtig aussprechen.
1950 war Cravat in dem Mantel-und-Degen-Film Der Rebell erstmals als Lancasters Partner zu sehen und spielte dessen stummen Begleiter Piccolo. Die beiden ehemaligen Zirkus-Partner führten in dem bunten Abenteuerfilm ohne Stuntdoubles gewagte akrobatische Kunststücke vor. Cravat, gedrungen und dunkelhaarig, bildete rein optisch den genauen Gegenpart zu dem blonden, athletischen Lancaster und schien Bärenkräfte zu besitzen. In einer der vielen Stuntszenen des Films turnt Lancaster beispielsweise an einer hohen senkrechten Stange, die Cravat auf seinem Kopf balanciert.
Nachdem Der Rebell zu einem Kinoerfolg geworden war, wurde nach derselben Formel 1952 der humoristische Piratenfilm Der rote Korsar produziert, der zu einem Klassiker seines Genres avancierte. Lancaster (als Piratenkapitän Vallo) und sein stummer Partner Cravat (als Ojo) waren erneut als listige Freiheitskämpfer zu sehen, die mit Sprüngen und Salti oder gewagten Stuntszenen in der Takelage von Segelschiffen ihre akrobatischen Fähigkeiten demonstrieren. 
Cravats spätere Auftritte waren weniger spektakulär. Bis 1977 war er neun Mal in Filmen seines Jugendfreundes zu sehen und übernahm dabei auch Parts, die eher einer Statistenrolle gleichkamen (wie zum Beispiel in Airport, 1970, wo er als Flugpassagier zu sehen war).
1963 trat Cravat in einer der bekanntesten Episoden der TV-Serie Twilight Zone auf: Er spielte einen unheimlichen Gremlin, der in 20.000 Fuß Höhe eine Flugzeugtragfläche demoliert, was dem Passagier, der die Szene beobachtet (William Shatner), aber niemand glauben will. (Diese Episode wurde in einer Folge der Simpsons parodiert.)

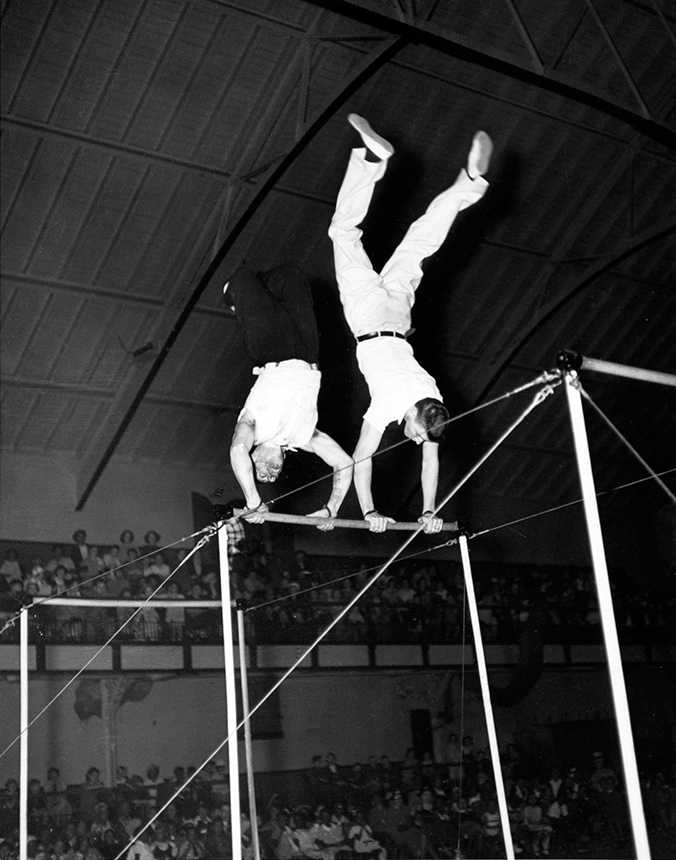
Foto von Nick Cravat und Burt Lancaster, die als „Lang & Cravat“ mit dem Federal Theatre Project Circus auf den Reckstangen auftreten

Cravats erste Frau, Arlene, starb in den 1950er Jahren. Er hatte zwei Töchter aus seiner zweiten und letzten Ehe, Marcelina „Marcy“ Cravat-Overway und Christina „Tina“ Cravat, die ebenfalls den Namen Tina Cuccia trägt. Marcy Cravat ist eine Umweltdokumentarfilmerin. Ihr 2014 fertiggestellter Debütfilm Angel Azul wurde mit 12 Preisen ausgezeichnet. Der Film untersucht Themen im Zusammenhang mit Korallenriffen durch Kunstaktivismus. Dirt Rich, ihr zweiter Film, untersucht Lösungen, um die Auswirkungen der globalen Erwärmung umzukehren, indem sichere atmosphärische Kohlenstoffwerte durch Rückführung von Kohlenstoff in den Boden wiederhergestellt werden.
Nick Cravat starb im Januar 1994 im Alter von 82 Jahren an Lungenkrebs, neun Monate vor seinem Jugendfreund Lancaster.

## Filmografie (Auswahl)
- 1943: Haruschi, Sohn des Dr. Fu Man Chu (G-Men vs. The Black Dragon)
- 1949: My Friend Irma
- 1950: Der Rebell (The Flame and the Arrow)
- 1951: Frauenraub in Marokko (Ten Tall Men)
- 1952: Der rote Korsar (The Crimson Pirate)
- 1953: War es die große Liebe? (The Story of Three Loves) (als Stuntman)
- 1953: Der Prinz von Bagdad (The Veils of Bagdad)
- 1954: Der Talisman (King Richard and the Crusaders)
- 1954: Der Zirkusclown (3 Ring Circus)
- 1955: Hollywood-Story (The Big Knife)
- 1956: The Count of Monte Cristo (Fernsehserie, 39 Folgen)
- 1957: The Story of Mankind
- 1958: U 23 – Tödliche Tiefen (Run Silent, Run Deep)
- 1963: Twilight Zone (Fernsehserie, 1 Folge)
- 1967: Der Weg nach Westen (The Way West)
- 1968: Mit eisernen Fäusten (The Scalphunters)
- 1970: Airport
- 1972: Keine Gnade für Ulzana (Ulzana's Raid)
- 1974: Der Mitternachtsmann (The Midnight Man)
- 1977: Die Insel des Dr. Moreau (The Island of Dr. Moreau)